# Paronychia monticola
Paronychia monticola är en nejlikväxtart som beskrevs av Cory. Paronychia monticola ingår i släktet prasselörter, och familjen nejlikväxter. Inga underarter finns listade i Catalogue of Life.